# Janjero
Grupo étnico que vive entre los ríos Omo y Pequeño Gibbi, en el noroeste de la provincia etíope de Kefa. Profesan las creencias tradicionales, el cristianismo ortodoxo etíope y el islamismo suní.

## Historia
La historia del pequeño reino de Janjero se remonta a la Edad Media. El reino fue incorporado al Imperio etíope en 1894. 

## Sociedad
Los janjero son principalmente agricultores de cebada, sorgo, café, algodón y Musa ensete. Su sociedad estaba altamente estratificada, con un clan real, nueve clanes privilegiados y clases inferiores de artesanos y cazadores. Se definen a sí mismos como clanes que afirman descender de los yemeníes.
- Datos: Q4159883